# Série de pièces commémoratives américaines Mark Twain
La série de pièces commémoratives américaines Mark Twain est une série commémorative, non circulante, émise par la Monnaie des États-Unis en 2016 et frappée aux Monnaies de Philadelphie et de West Point.
Elle est autorisée par la loi publique 112-201 du 4 décembre 2012 qui demande au Secrétaire au Trésor de frapper des pièces afin de célébrer l'auteur Mark Twain. La série comprend une pièce de 5 dollars en or et une pièce de 1 dollar en argent. Les bénéfices tirés de la vente sont répartis également entre le Mark Twain House and Museum (en) à Hartford, dans le Connecticut, l'université de Californie à Berkeley, l'Elmira College à New York, et le Mark Twain Boyhood Home and Museum (en) à Hannibal dans le Missouri.

## Contexte
Mark Twain est un écrivain, humoriste, essayiste, entrepreneur, éditeur et conférencier américain. Il est salué comme le « plus grand humoriste que les États-Unis aient produit » et William Faulkner le qualifie de « père de la littérature américaine ». Parmi ses romans figurent « Les Aventures de Tom Sawyer » (1876) et sa suite, « Les Aventures de Huckleberry Finn » (1884), ce dernier étant souvent qualifié de « grand roman américain ».

## Législation
Le projet de loi H.R.2453 est introduit à la Chambre le 7 juillet 2011 par le représentant républicain du Missouri, Blaine Luetkemeyer. Il demande au Secrétaire au Trésor la frappe de pièces commémoratives afin de célébrer Mark Twain, l'un des plus grands écrivains américains. Le projet est adopté par la Chambre, après de longs débats, le 18 avril 2012 est envoyé au Sénat le lendemain. Ce dernier l'approuve après amendement et le renvoie à la Chambre pour approbation le 24 septembre. Le projet de loi amendé y est approuvé le 15 novembre 2012 puis présenté au président Barack Obama le 28 du même mois. Celui-ci le signe le 4 décembre 2012 pour en faire la loi publique 112-201,.                            

## Dessins
Les dessins des deux pièces de la série sont révélés au public le 28 novembre 2015 lors d'un événement célébrant le 180e anniversaire de la naissance de Mark Twain au Mark Twain Boyhood Home and Museum (en).

### Dollar
L'avers du dollar en argent, créé par Chris Costello, du programme Artistic Infusion, représente un portrait de Mark Twain avec un léger sourire en coin et un clin d'œil. Il fume une pipe à l'ancienne et la fumée forme la silhouette de ses célèbres personnages Huckleberry Finn et Jim sur un radeau. Les inscriptions sont LIBERTY, IN GOD WE TRUST et la date d'émission, 2016,.
Au revers de la pièce, réalisé par Patricia Lucas-Morris, figure l'image d'un livre ouvert d'où jaillissent plusieurs personnages de l'auteur. Le chevalier et son cheval de A Connecticut Yankee in King Arthur's Court (Un Yankee à la cour du roi Arthur) sont représentés au centre, ainsi que la grenouille de The Celebrated Jumping Frog of Calaveras County (La Célèbre Grenouille sauteuse du comté de Calaveras) et Huck et Jim des Aventures de Huckleberry Finn. Les inscriptions comprennent le pays émetteur, UNITED STATES OF AMERICA, la devise latine E PLURIBUS UNUM, et la valeur faciale, $1,.

### Half eagle
La pièce de 5 dollars présente à l'avers, œuvre de Benjamin Sowards, un portrait de l'auteur, avec ses cheveux blancs touffus et sa moustache caractéristiques. Les inscriptions sont LIBERTY, IN GOW WE TRUST et 2016,. 
Le revers de la pièce, une création de Ronald D. Sanders, représente un bateau à vapeur avec la roue à aubes visible. Cette image renvoie à l'expérience de l'auteur en tant que pilote de bateau à vapeur, qui lui serT de source pour certaines de ses œuvres ultérieures. Les inscriptions sont UNITED STATES OF AMERICA, E PLURIBUS UNUM et $5,.

## Production et vente
La loi qui autorise la frappe de la série commémorative permet une émission maximale de 100 000 pièces de 5 dollars en or et 350 000 pièces de 1 dollar en argent. La Monnaie de Philadelphie est chargée des deux finitions, belle épreuve et brillant universel, du dollar tandis que celle de West Point frappe les deux versions du half eagle.
Les deux pièces doivent normalement être disponibles à partir du 14 janvier 2016, mais seule celle de 5 dollars est lancée ce jour. Le lancement du dollar est retardé jusqu'au 1er février dû à une erreur sur le certificat d'authenticité qui a dû être corrigée et réimprimée. Un total de 18 972 pièces de 5 dollars est vendu — 13 273 belle épreuve au prix de départ de 364 dollars et 5,699 brillant universel à 359 dollars. Ces prix augmentent de 5 dollars à partir du 16 février,. Les ventes du dollar en argent atteignent 104 773 exemplaires dont 78 503 en qualité belle épreuve au prix de lancement de 45,95 dollars et 26 270 en finition brillant universel à 44,95 dollars l'unité. Ces prix montent également de 5 dollars après les trente premiers jours de vente,.
Les surtaxes imposées par la loi sont versées à parts égales à quatre organisations : le Mark Twain House and Museum (en) à Hartford, au Connecticut; l'université de Californie à Berkeley; l'Elmira College à New York et le Mark Twain Boyhood Home and Museum (en) à Hannibal, au Missouri.